# Скопкортная
Скопкортная — посёлок в Пермском крае России. Входит в Александровский муниципальный округ.

## История
Поселение возникло в 1930 году как поселок спецпереселенцев (раскулаченных). Название восходит к гидрониму (реке Сухая Скопкортная (ранее Скопкартна)). К 1950 году Скопкортная известна как лесоучасток. С 18 апреля 1974 года по 2006 год — центр Скопкортненского (первоначально Верх-Яйвинского) сельсовета.
С 2004 до 2019 гг. — административный центр Скопкортненского сельского поселения Александровского муниципального района.

## География
Посёлок находится на востоке Пермского края, на юге центральной части Александровского района, на правом берегу реки Сырая Скопкартная (правый приток Чаньвы). Абсолютная высота — 228 метров над уровнем моря.

## Население
По данным всероссийской переписи 2010 года, численность населения посёлка составляла 335 человек (мужчины — 162, женщины — 173).
| 2010 |
| ---- |
| 335  |

## Достопримечательности
В 1980 году в посёлке был открыт памятник участникам Великой Отечественной войны. Также, вблизи посёлка расположена гора Благодать (высота 503 м).

## Инфраструктура
В посёлке имеется клуб, библиотека, фельдшерско-акушерский пункт, отделение связи и лесопункт. Образовательные учреждения — общеобразовательная основная школа № 19 и детский сад № 28 — в настоящее время закрыты.

## Улицы[5]
- Гагарина ул.
- Комсомольская ул.
- Ленина ул.
- Максима Горького ул.
- Матросова ул.
- Мира ул.
- Набережная ул.
- Новая ул.
- Советская ул.
- Студенческая ул.
- Уральская ул.
- Юбилейная ул.
- Южная ул.